# Margot Honecker
Margot Honecker, nascida Margot Feist (Halle an der Saale, 17 de abril de 1927 – Santiago, 6 de maio de 2016), foi uma política alemã, membro do Partido Socialista Unificado da Alemanha de 1963 a 1989. Margot Honecker teve um lugar de destaque na elite política da Alemanha Oriental, e foi MInistra da Educação (Volksbildung) entre 1963 e 1989.
Conhecida pelas suas ideias políticas autoritárias e rígidas, e pela pouca popularidade entre a população, Margot Honecker foi responsável pelo decreto do "Sistema de Educação Socialista Uniformizado" em 1965, e pela obrigatoriedade de haver treino militar nas escolas. Foi, também, responsável pela adopção forçada dos filhos dos dissidentes políticos que estavam presos, o que significou que as suas crianças foram-lhes retiradas e entregues a casais comunistas.
Foi casada com o presidente da Alemanha Oriental, Erich Honecker. Após a queda do regime comunista, em 1989, foge para a Rússia com o seu marido evitando ser julgada em tribunal, mas é expulsa pelo governo de Boris Iéltsin, emigrando depois para o Chile, considerando que seu ex-genro, Leonardo Yáñez Betancourt, era chileno.